# Lee Makel
Lee Robert Makel (Sunderland, 11 gennaio 1973) è un allenatore di calcio ed ex calciatore inglese, di ruolo centrocampista, tecnico dell'Hibernian Under-17.

## Caratteristiche tecniche
Era un trequartista che si poteva adattare anche al ruolo di interno di centrocampo.

## Carriera

### Giocatore
Campione d'Inghilterra nel 1995 con la maglia del Blackburn, perse la Charity Shield del 1995 contro il Manchester United per 0-2. Nel 2004 conquista la Scottish League Cup con la divisa del Livingston, la società che ha rappresentato di più durante la sua carriera (129 presenze e 10 reti in campionato).
L'Östersund è la squadra con la quale ha realizzato più reti (14 in 50 incontri di campionato).

### Allenatore
Ha cominciato la sua carriera da allenatore nel 2009, anno in cui è stato giocatore-allenatore dell'Östersunds. Dal 2011 al 2013 è stato vice-allenatore del Cowdenbeath, guidato da Colin Cameron. Dal 2015 allena la squadra Under-17 dell'Hibernian.

## Palmarès

### Club
- Campionato inglese: 1

Blackburn: 1994-1995
- Scottish League Cup: 1

Livingston: 2003-2004